# Nicola Perscheid

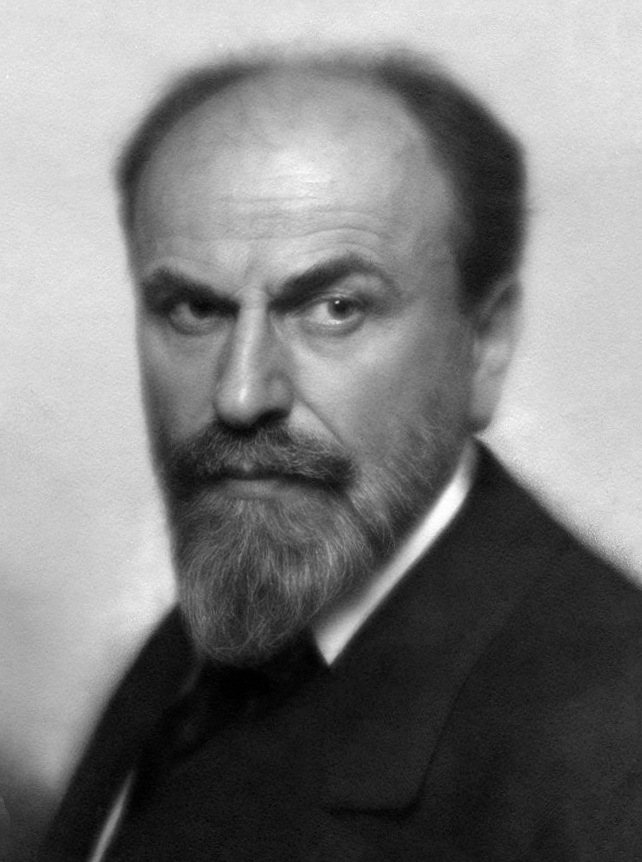
Nicola Perscheid um 1920.

Nicola Perscheid (* 3. Dezember 1864 in Moselweiß; † 12. Mai 1930 in Berlin; eigentlich Nikolaus Perscheid) war ein deutscher Porträtfotograf. Um 1920 entwickelte er ein Objektiv mit weichzeichnendem Effekt.

## Leben
Nicola Perscheid wurde 1864 als Sohn von Andreas Perscheid und Gertrud Wirgens in Moselweiß, heute ein Stadtteil von Koblenz, geboren. Seine Vorfahren waren Weinbauern aus Spanien und Portugal, die sich um 1600 nach ihrem ersten Besiedlungsort am Rhein Perscheid nennen mussten. Nicola Perscheid heiratete später die Astrologin Claire Günther. Der gemeinsame Sohn Lothar Perscheid wurde ein beliebtes Motiv Nicola Perscheids.

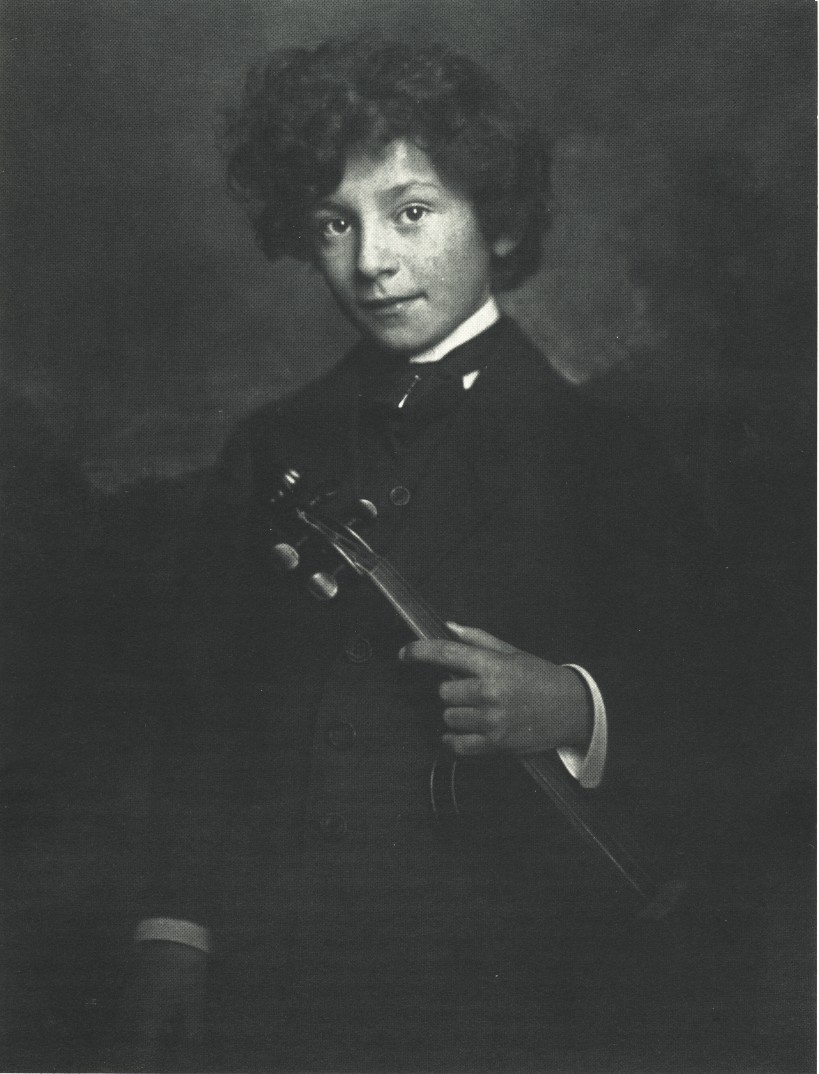
Nicola Perscheid: Lothar Perscheid (1910)

Nicola Perscheid absolvierte ab 1879 im Atelier „Reuss und Möller“ in Koblenz eine Fotografenlehre. Nach seiner Ausbildung arbeitete er erst im Atelier „Paul Strnad“ in Erfurt und von 1887 bis 1889 als Retuscheur im Atelier „Beer“ in Klagenfurt.
Im Jahr 1891 eröffnete Nicola Perscheid in Görlitz ein eigenes Atelier für  Porträtfotografie. Ein Jahr später wurde er zum „Königlich Sächsischen Hofphotographen“ ernannt. 1893 verließ er Görlitz in Richtung Leipzig. Er bezog ein Atelier in der Gellertstraße 2. Durch die Vermittlung von Max Klinger, den Perscheid zu dieser Zeit mehrfach porträtierte, wurde er mit anderen Künstlern bekannt. Um die Jahrhundertwende nahm Nicola Perscheid an zahlreichen Ausstellungen im In- und Ausland teil. Aus dem Jahr 1900 stammten erste Pinatypien, so zum Beispiel die Dreifarben-Pinatypie Frl. Jungmann, eines der ersten Farbbilder Perscheids. Um 1900 war Alfred Krauth für anderthalb Jahre Perscheids Operateur und Erster Assistent.

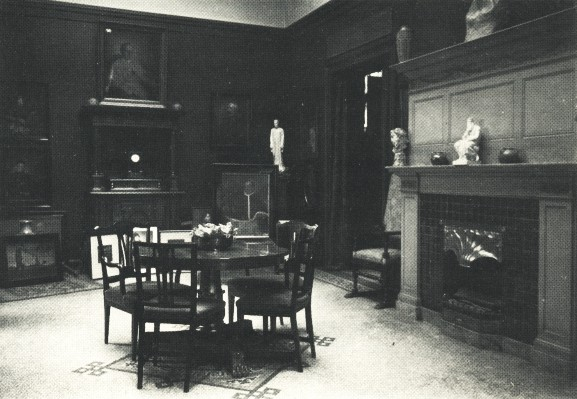
Blick in Nicola Perscheids Atelier in Berlin.

Im Jahr 1905 siedelte er nach Berlin um und eröffnete ein Atelier auf der Bellevuestraße 6a. Im Jahr 1909, dem Höhepunkt von Nicola Perscheids kreativer Entwicklung, erhielt er die Große Silberne Staatsmedaille des Deutschen Photographen-Vereins, die als bedeutendste Auszeichnung für Fachfotografen galt.
Nach 1909 ist in Nicola Perscheids Werk keine künstlerische Weiterentwicklung mehr erkennbar. Neben seiner Arbeit als Fotograf wandte er sich auch der Weiterbildung von Nachwuchsfotografen zu und hielt Vorträge in Deutschland, Dänemark und Schweden. Zu seinen Schülern zählten unter anderem Madame d’Ora, Arthur Benda, Toragorō Ariga (1890–1993), Peter-Paul Atzwanger (1888–1974), Uno Falkengren (1889–1964), Curt Götlin (1900–1993) und Henry B. Goodwin (1878–1931).

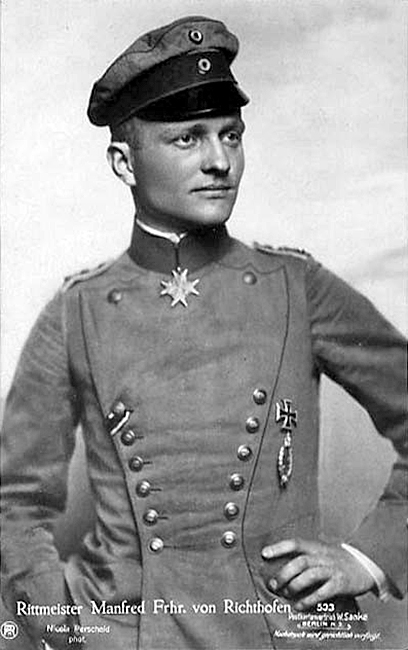
Nicola Perscheid: Manfred von Richthofen als Sanke Postkarte Nr. 533 (1917/1918)

Nicola Perscheid fotografierte unzählige berühmte Persönlichkeiten seiner Zeit. Viele Fotografien schuf er dabei honorarfrei, um sie im Gegenzug werbend für eigene Ausstellungen oder Prospekte zu nutzen. Dabei arbeitete er von 1910 bis 1918 auch mit dem Postkartenvertrieb Willi Sanke in Berlin zusammen, der im Rahmen der sich entwickelnden Luftfahrt und ab 1914 insbesondere der Militärluftfahrt eine Postkartenserie zu deutschen Luftschiffen, Flugzeugen und Fliegerassen veröffentlichte. Er war ein Liebling der Berliner Gesellschaft und unter anderem mit Max Liebermann, Lovis Corinth und Hugo von Habermann befreundet.
Im Alter litt Perscheid zunehmend an Geldnot, was neben der allgemeinen wirtschaftlichen Lage auch an der persönlichen Exzentrik Perscheids lag. Er lebte seinen Hang zum Luxus und seine Verschwendungssucht auch noch in Zeiten aus, in denen ihm dies finanziell eigentlich nicht mehr möglich war. Sein Gesundheitszustand verschlechterte sich zudem. So klagte Perscheid seit 1925 über nervliche Probleme, die auch sein Hausarzt nicht heilen konnte. Nicola Perscheid starb verarmt 1930 in Berlin; sein Atelier war bereits zu Lebzeiten aufgelöst worden.

## Stil

### Motive
Nicola Perscheid war Zeitgenossen als Porträtfotograf ein Begriff. Er porträtierte als Hofphotograph unter anderem König Albert von Sachsen und dessen Bruder, den späteren König Georg. Im Zuge des Ersten Weltkrieges entstanden Porträts unter anderem von Hermann Göring, Manfred von Richthofen und Theobald von Bethmann Hollweg. Auch Wissenschaftler, Schriftsteller, Ordensmänner und Maler porträtierte Nicola Perscheid, zahlreiche Bildnisse von Schauspielern gelangten zudem als Autogrammkarten auf den Markt. Bekannt und gerühmt ist auch sein 1922 entstandenes Porträt von Papst Pius XI.
Bei seinen Porträts verwendet er beleuchtungstechnisch eine Kombination aus Ober- und Vorderlicht und erreichte so eine optische Trennung der Köpfe von dem oft dunkel gewählten Hintergrund.
Weniger bekannt ist der Landschaftsfotograf Nicola Perscheid. Bereits während seiner Lehrzeit in Klagenfurt hatte er sich der Landschaftsfotografie gewidmet und auch in späterer Zeit, jedoch seltener, Landschaften fotografiert.

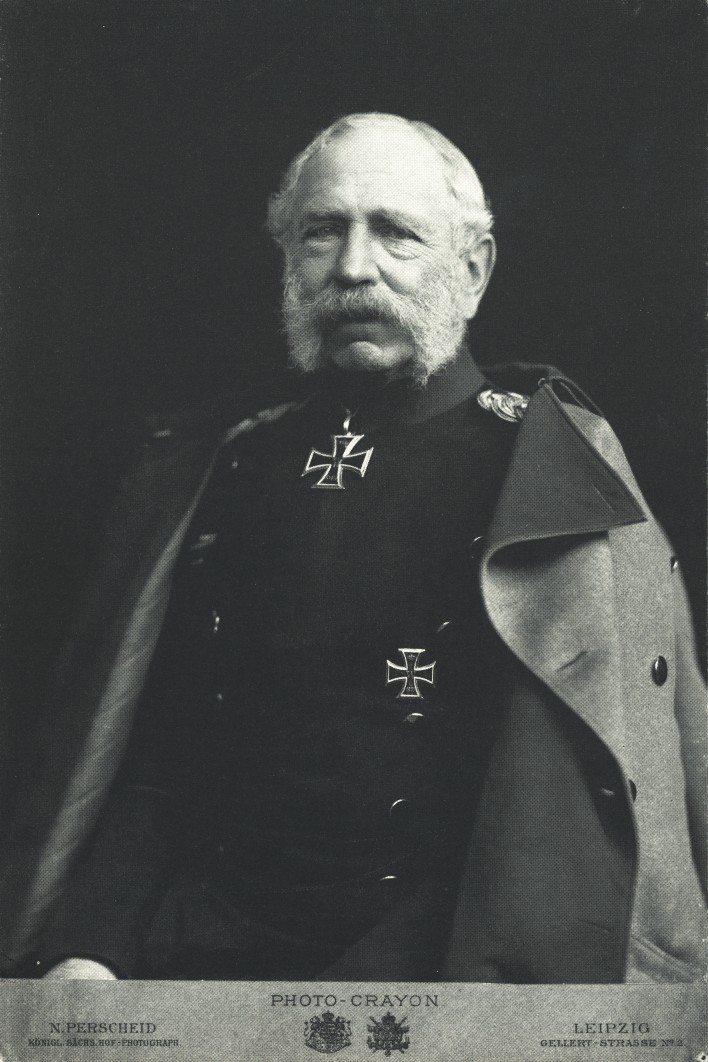
König Albert von Sachsen (1902)
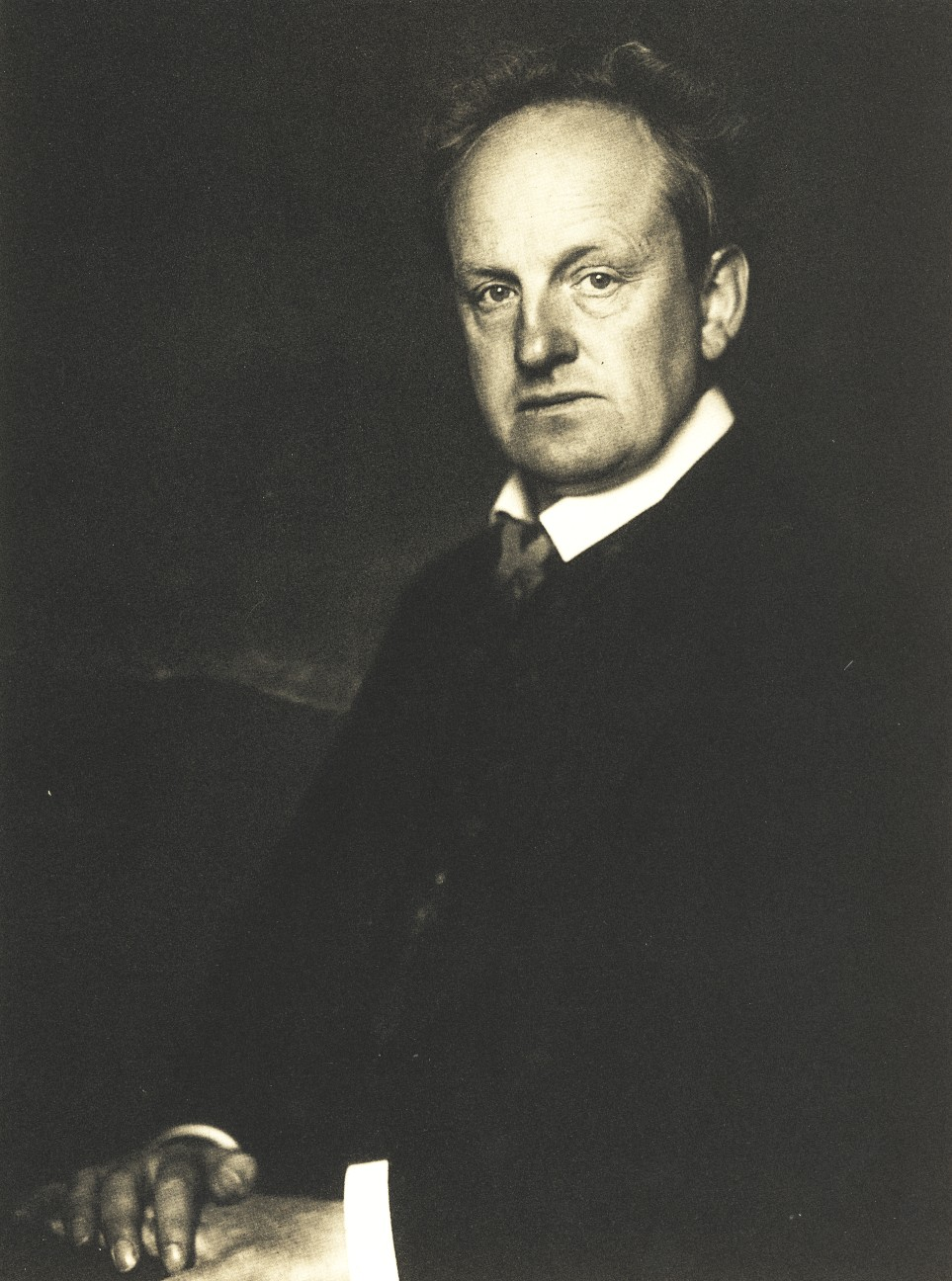
Gerhart Hauptmann (1914)
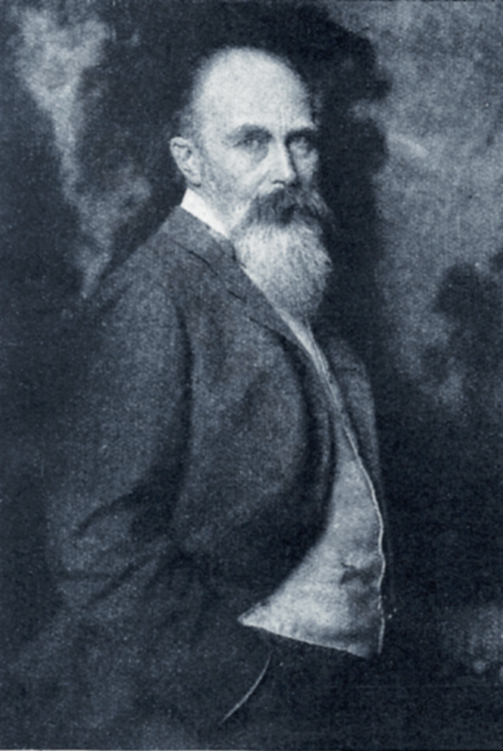
Eugen Bracht (1917)
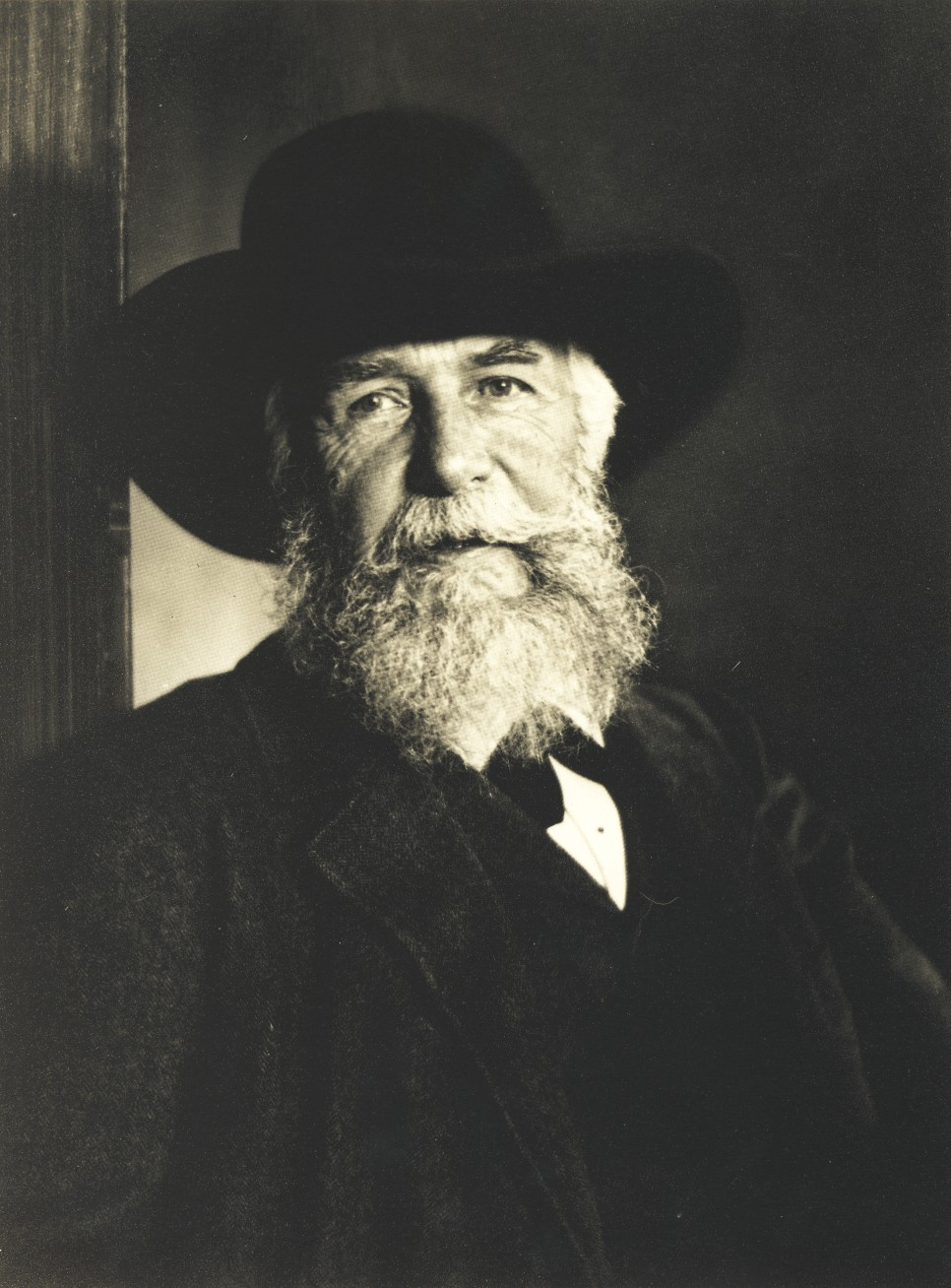
Ernst Haeckel (1918)
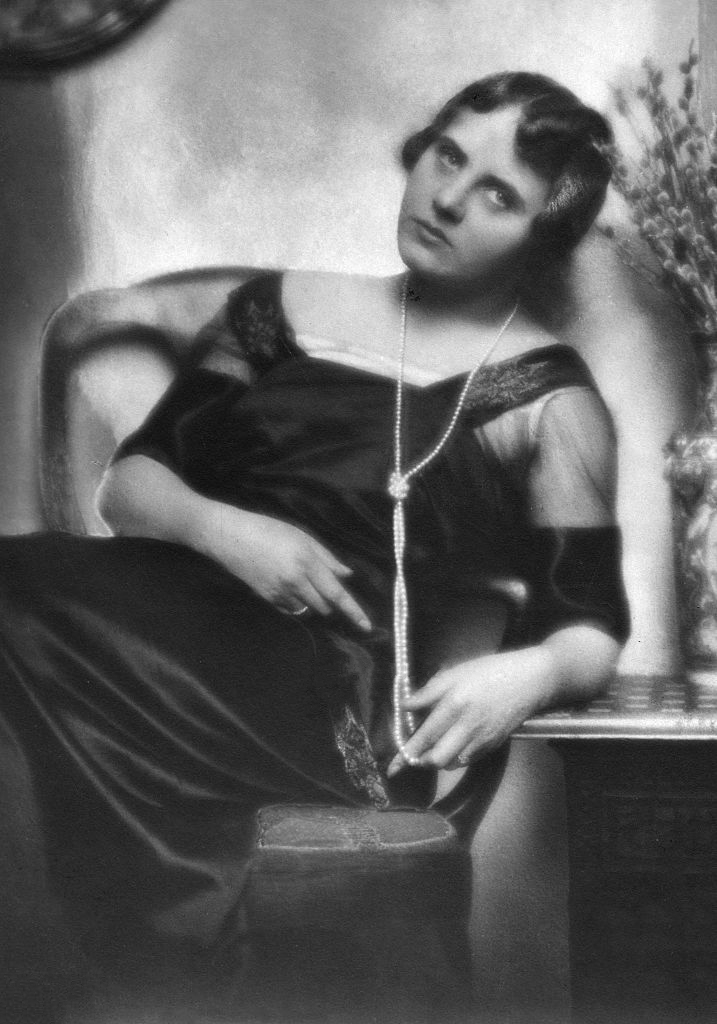
Ossi Oswalda (1920er Jahre)

### Technik
Zu Beginn seiner Laufbahn arbeitete Nicola Perscheid hauptsächlich mit dem zeittypischen Gummidruck. So entstand zum Beispiel 1901 in Blau-Schwarz das Werk Der Schnitter (auch Bauer mit Sense genannt), das Perscheid zeitlebens als seine beste Arbeit empfand. Es befindet sich heute mit weiteren Gummidrucken Perscheids im Besitz des Kupferstichkabinetts Dresden.
Nicola Perscheid begann um 1900, mit neuen Entwicklungsverfahren zu experimentieren. Dabei wandte er sich unter anderem der Pinatypie zu, mit deren Dreifarbenverfahren erste Farbbilder entstanden. Für die Herstellung farbiger Pinatypien wurden zwei Platten benötigt, die zwischen 15 und 25 Sekunden belichtet werden mussten. Modelle durften sich in dieser Zeit nicht bewegen, weswegen Nicola Perscheid in seinen Broschüren Werbung für eine von ihm entwickelte Rückenstütze abdruckte, von der angeblich „das Gesicht [profitiert]. Es wird frei für den Wesensausdruck, für seine eigentliche Physiognomie“, die seinen Modellen jedoch nur ein ruhiges Stehen oder Sitzen ermöglichen sollte.
Sein bevorzugtes Positiv-Verfahren war jedoch der kontrastreiche Pigmentdruck.

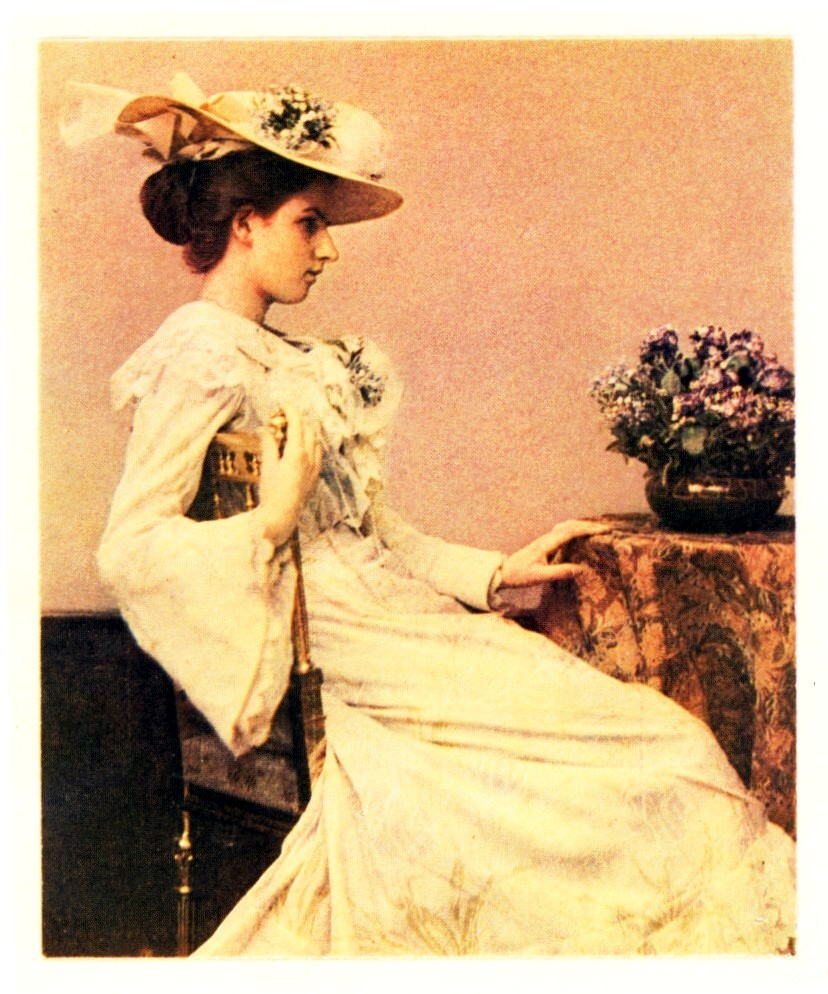
Nicola Perscheid: Frl. Jungmann. Pinatypie, 1900
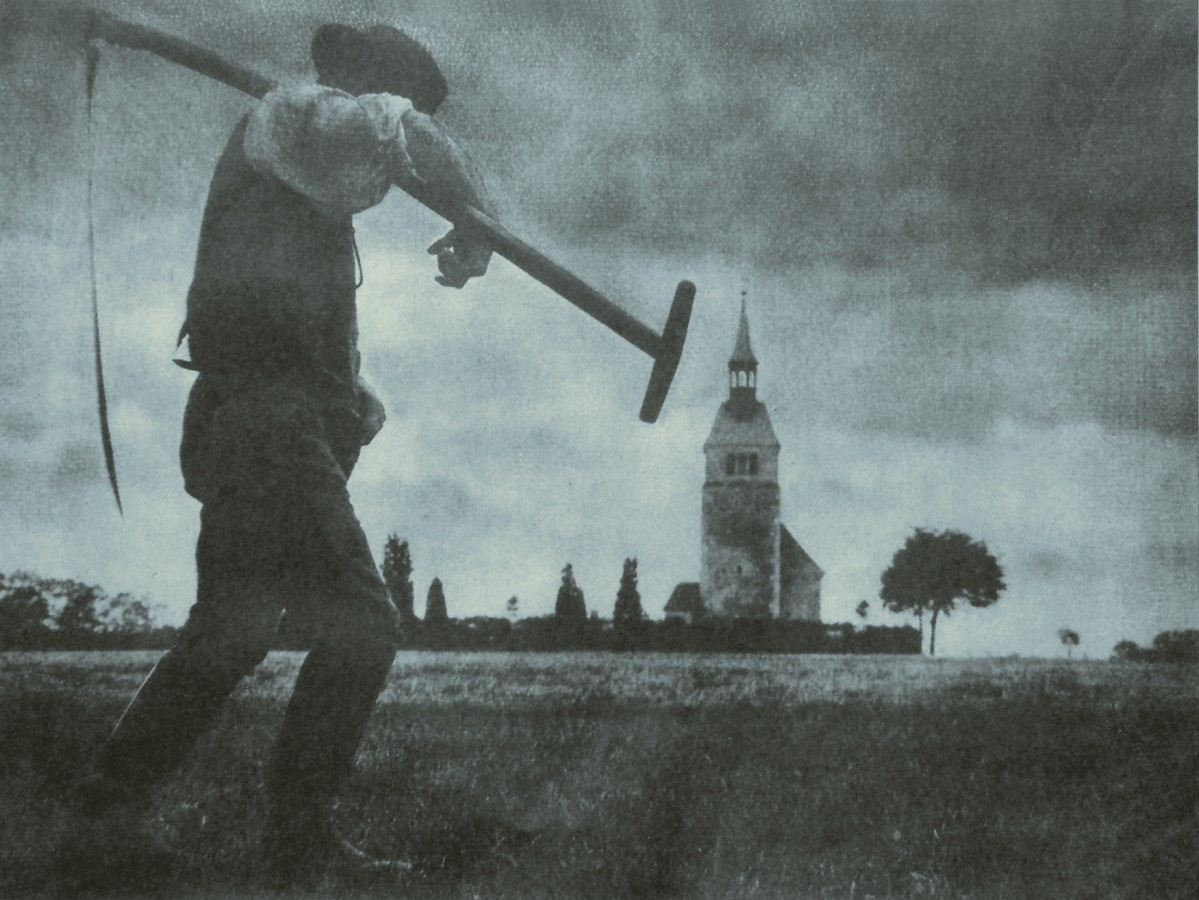
Nicola Perscheid: Der Schnitter. Gummidruck, 1901
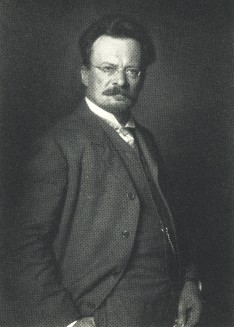
Nicola Perscheid: Adolf Miethe. Kohledruck, 1905
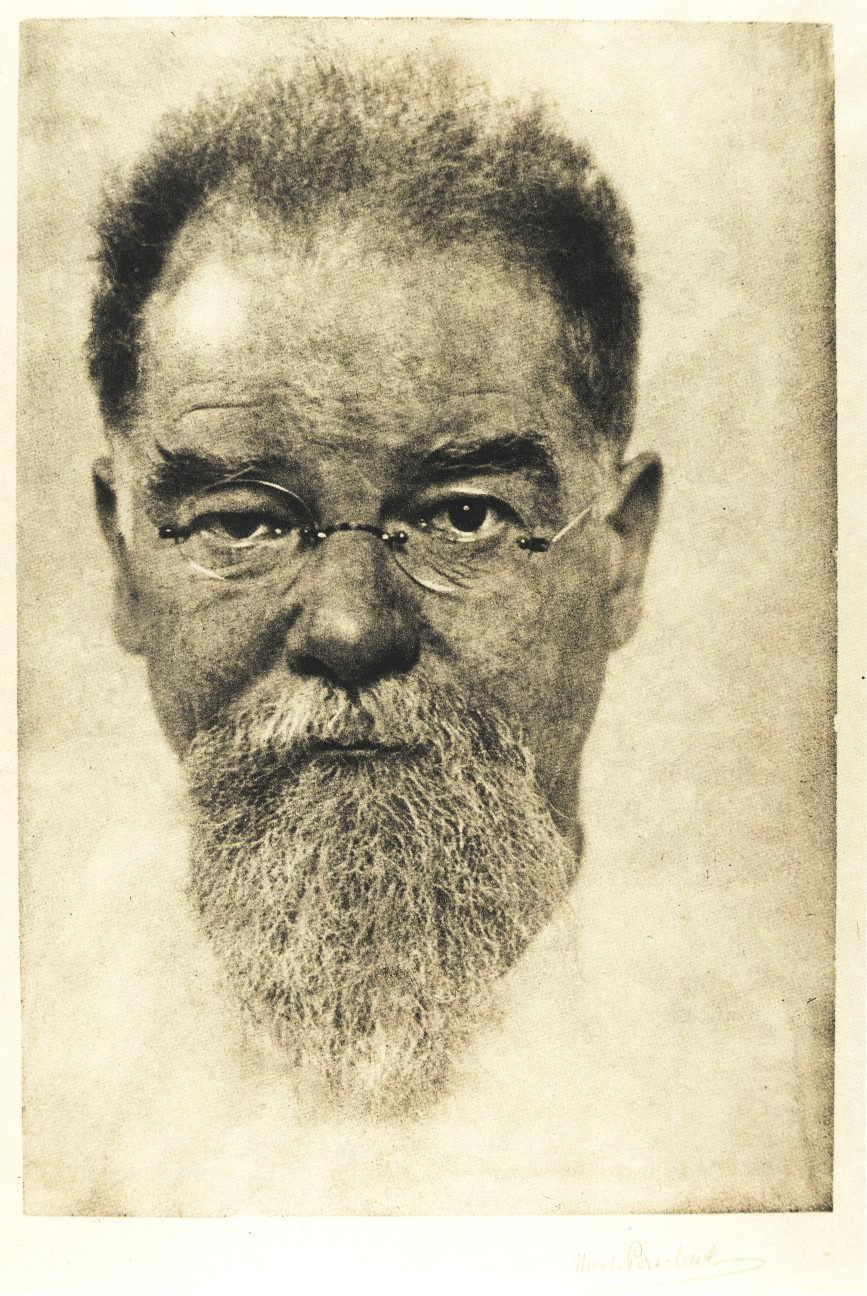
Nicola Perscheid: Max Klinger. Bromölumdruck, 1915

In Zusammenarbeit mit der „Emil Busch A. G. Optische Industrie“ entwickelte Nicola Perscheid ein spezielles Portraitobjektiv, Busch-Nicola-Perscheid-Objektiv oder auch kürzer Busch-Perscheid-Objektiv genannt. Dieses ist als Aplanat aus zwei identischen und symmetrisch angeordneten Achromaten mit zwischen diesen mittig angeordneter Blende aufgebaut. Über die Blendeneinstellung kann beim Busch-Perscheid-Objektiv der Grad der Weichzeichnung kontrolliert werden. Es kam 1921 auf den Markt und wurde in den folgenden Jahren häufig für Porträtaufnahmen genutzt, obwohl seit Ende des Ersten Weltkrieges der pictorialistische Fotografiestil aus der Mode kam und an seine Stelle der Realismus in Form der Straight photography bzw. der Neuen Sachlichkeit trat. Dennoch erlernte zum Beispiel Rosemarie Clausen als Lehrling im Atelier Becker & Maass die Fotografie noch mit dem Busch-Perscheid-Objektiv.
Nach 1921 zeigen Nicola Perscheids Fotografien den bevorzugten Einsatz des Busch-Perscheid-Objektivs, das auch das Licht weicher zeichnete. Im Gegensatz zu vielen seiner Kollegen verzichtete Nicola Perscheid auf eine verfremdende Retouchierung eines Fotos.

„Er ist ein Feind der Retouche im Sinne dessen, was man bei der Portraitphotographie bisher darunter verstand, und doch kennt er Retouche, das Ausgleichen technischer, das Fortnehmen eines aufdringlichen Lichteffekts, die diskrete Aufhellung der Schatten. Er sucht die Hauptaufgabe des Portraitisten in der Wahrung des Eigenartigen, Persönlichen des Menschen, nie im Effekt.“

## Bedeutung

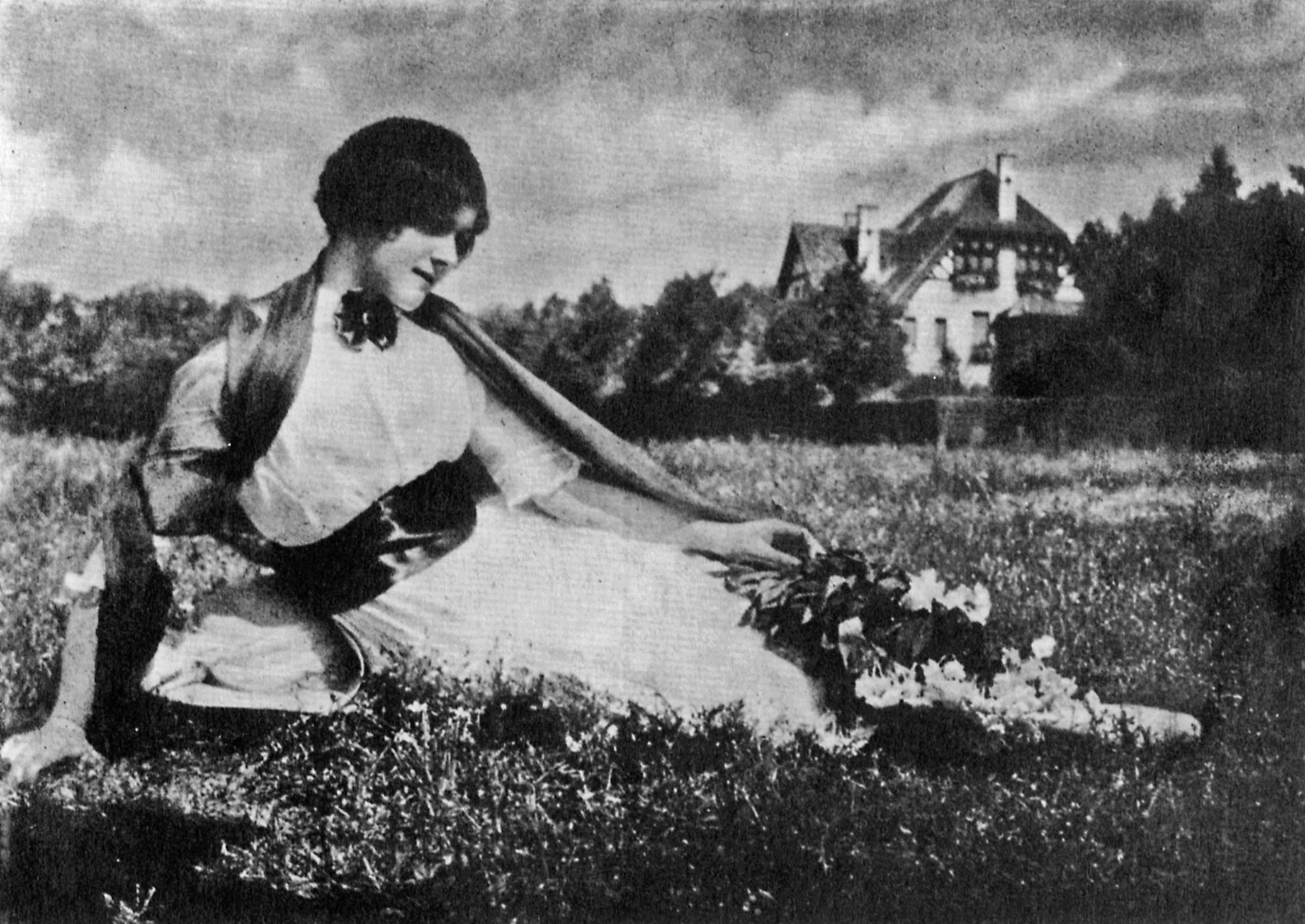
Frau auf einer Wiese, Gummidruck (um 1900)

Nicola Perscheids Arbeit war bei seinen Zeitgenossen beliebt und geachtet. Er ist auch heute noch dafür bekannt, meisterhaft die Persönlichkeit der Dargestellten in seinen Bildern herausgearbeitet und so im fotografischen Männerportrait einen Höhepunkt erreicht zu haben.

„Im Laufe der Jahre hat Perscheid wohl die meisten Persönlichkeiten, die in der Oeffentlichkeit einen Namen haben, porträtiert, und er hat viele davon überzeugt, daß mittels Photographie […] künstlerisch Wertvolles erreicht werden kann, seine Stärke liegt aber unstreitig im lebendigen Erfassen der Persönlichkeit. Das ist wohl das höchste Lob, was einem Künstler zugebilligt werden kann, aber leider fast zu wenig für die Gegenwart, die einen Bluff liebt und die schillernde Schale preist: Wenn die Sache nur von sich reden macht.“

Gleichwohl lieferte Nicola Perscheid vor allem in den 1920er-Jahren auch Konsum-Massenware ab, die auf künstlerischer Ebene nicht mit seinen besseren Werken, etwa den um die Jahrhundertwende entstandenen, mithalten können.
Obwohl unter seinen Schülern später berühmte Fotografen wie Madame d’Ora oder Arthur Benda waren, die das Andenken an Nicola Perscheid zu bewahren trachteten, galt Perscheid allerdings schon zum Zeitpunkt seines Todes als vergleichsweise „altmodisch“.  Die Mittel der Kunstfotografie, wie der Gummidruck oder der Einsatz weichzeichnender Objektive, also auch des Busch-Nicola-Perscheid-Objektivs, und ihr Bestreben, einen malerischen Bildeindruck zu erreichen, sah man bereits um 1930 als „unmodern“ an. L. Fritz Gruber begann daher seinen 1964 erschienenen Beitrag Über Nicola Perscheid mit der Anmerkung, „der Name [Perscheid] weckt Erinnerungen nur bei den Älteren“.

## Ausstellungen
- 1900 Einzelausstellung in Leipzig im sächsischen Kunstverein[16]

## Publikationen
- In vornehmen Kreisen (1907)
- Nicola Perscheid über Beleuchtung, Stellung und Komposition. In: Der Photograph. Nr. 7, Jahrgang 25, 1914, S. 25f.
- Zeitgemäße Vorschläge. In: Der Photograph. Nr. 10, Jahrgang 37, 1927, S. 37f.
- Zur Psychologie der heutigen Photographen-Schüler. In: Photographie für Alle. Nr. 5, 1924, S. 82f.

## Auszeichnungen
- 1892: Ernennung zum königlich sächsischen Hofphotographen durch Albert König von Sachsen[3]
- 1900: Ehrenpreis der Kaiserin Auguste Viktoria auf der XXIX. Wanderversammlung des Deutschen Photographen-Vereins 30. Juli bis 3. August 1900 im Künstlerhause zu Berlin[17]
- 1900: Bronze-Medaille auf der Pariser Weltausstellung 1900[18]
- 1910: Diplom zur goldenen Medaille auf der Internationalen photographischen Ausstellung in Budapest 1910[19]
- 1911: Silberne Anhalt'sche Staatsmedaille auf der Ausstellung des Deutschen Photographen–Vereins in Dessau[20]
- 1911: Die goldene Voigtländer-Medaille en vermeil für Leistungen auf dem Gebiete der künstlerischen Photographie von der Photographischen Gesellschaft Wien[21]